# Vairé

Vairé este o comună în departamentul Vendée, Franța. În 2009 avea o populație de 1,474 de locuitori.